# Numero di Grundy
I numeri di Grundy sono stati introdotti nella teoria dei giochi per il gioco del nim, per cui in inglese sono detti nimbers (nimeri). Prendono il nome dal matematico britannico Patrick Grundy, che dimostrò nel 1939 il teorema di Sprague-Grundy, in maniera indipendente da Roland Sprague. I numeri di Grundy costituiscono una classe propria, e sono gli ordinali con le operazioni di addizione e moltiplicazione ridefinite.
Il teorema mostra come ogni gioco imparziale è equivalente ad un numero di Grundy, ossia che è possibile determinare ad ogni mossa se il giocatore sta giocando correttamente o meno valutando la sua posizione in termini di questi valori.